# الميثاق الملكي الإسباني 1834

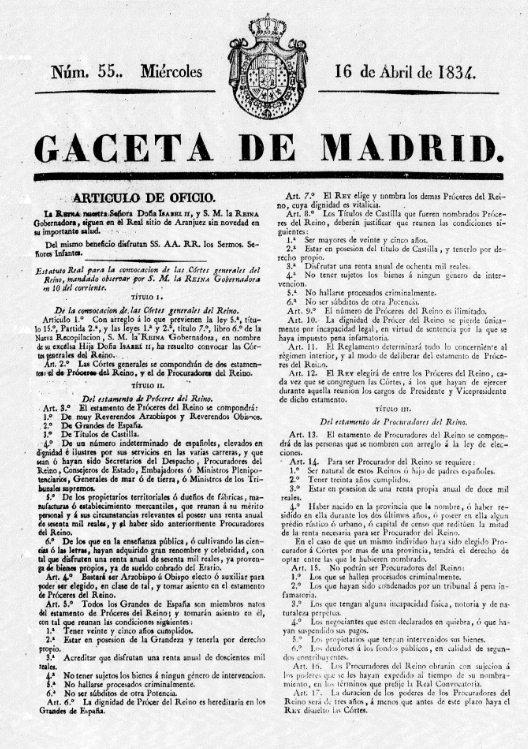

الميثاق الملكي الإسباني 1834 (بالإسبانية: Estatuto Real)‏ هو ميثاق ملكي لمملكة إسبانيا في حكم الملكة ماريا كريستينا أرملة الملك فيرناندو السابع ملك إسبانيا، خلال وصايتها على ابنتها إيزابيل الثانية. ودخل حيّز التنفيذ في 10 أبريل 1834.
وقد أنشأ القانون الهيئة التشريعية الجديدة، الذي صمم ليتوافق ما بين المجلس القائم ونموذج جديد من مجلسين مشابه لبرلمان المملكة المتحدة. ويتألف المجلس التشريعي الجديد (بالإسبانية: Cortes)‏ أو الكورتيس من المجلس الأعلى (يكون أعضاؤه غير منتخبين ويعينهم العاهل من النبلاء والأرستقراطيين والأغنياء) وهيئة منتخبة وهو المجلس الأدنى أو مجلس النواب وهو نسخة مطابقة لمجلس العموم في المملكة المتحدة. وقد اقتصر الاقتراع على ما يزيد قليلا على 16,000 مواطن من أصل 12 مليون نسمة.
لم يكن الميثاق دستورا، لأنه من بين عدة أسباب فإن السيادة الوطنية لا تستمد منه. وبدلاً من ذلك، استثمرت السيادة المطلقة في العاهل الذي يمكن أن يحد أو يوسع من صلاحياته الخاصة حسب إرادته، في أعقاب نموذج الملكية من استعادة بوربون في فرنسا لويس الثامن عشر من فرنسا.

## وصلات خارجية
- نص الدستور (بالإسبانية)